# Haut-Caraquet
Pour les articles homonymes, voir Caraquet (homonymie).
Ne doit pas être confondu avec Sainte-Anne-du-Bocage.
Haut-Caraquet est un quartier de la péninsule acadienne, au nord-est du Nouveau-Brunswick, compris à la fois dans le village de Bertrand et dans la ville de Caraquet.

## Géographie
Haut-Caraquet est bordé au nord par la rivière Caraquet, qui conflue à cet endroit avec la rivière du Nord pour former la baie de Caraquet. La Petite Rivière Caraquet prend sa source à environ 1,4 kilomètre au sud et se dirige vers l'est pour se déverser plus loin dans la baie de Caraquet. Haut Caraquet est situé sur le versant nord d'une colline culminant à plus de 30 mètres d'altitude. Une forêt s'étend au sud jusqu'à Pokemouche. Les berges sont pour la plupart composés de marais. Il y a deux plages.
Haut-Caraquet se situe principalement le long de la route 11, qui s'appelle le boulevard des Acadiens à Bertrand et le boulevard Saint-Pierre à Caraquet. Le quartier commence au pont de la route 11 sur la rivière Caraquet, dans le village de Bertrand. À environ 2,5 kilomètres du pont commence la ville de Caraquet. Haut-Caraquet s'étire ensuite pendant presque 2 kilomètres jusqu'aux environs de la rue de la Forge.
Haut-Caraquet est limitrophe du centre de Bertrand à l'ouest et de Saint-Anne-du-Bocage à l'est, avec lequel il est parfois confondu.

## Économie
Haut-Caraquet est lieu de villégiature et un quartier résidentiel. Il y a des dizaines de chalets, des gîtes, un terrain de camping et un complexe touristique réunissant un terrain de camping, un parc aquatique et un motel. Il y a par contre quelques industries légères, dont une entreprise de construction et une entreprise d'aquaculture. Il y a quelques fermes et plusieurs commerces.

## Culture

### Musée
Il y a l'économusée de l'huître.